# Cezary Kussyk
Cezary Kussyk (ur. 29 kwietnia 1936 w Zagrodach Łukowieckich, zm. 28 sierpnia 2023) – polski aktor teatralny i filmowy.

## Życiorys
Syn Izydora Kusyka i Pelagii z domu Karczmarz. W 1959 roku ukończył studia na Wydziale Aktorskim PWSTiF w Łodzi. Występował w następujących teatrach:
- Teatr Dramatyczny w Poznaniu (1960-65)
- Teatr Dramatyczny w Szczecinie (1965-68)
- Teatr Ziemi Opolskiej (1968-69)
- Teatr Polski we Wrocławiu (1969-2006)[1]

## Filmografia
- 1964: Beata − Jotko, nauczyciel polskiego
- 1970: Martwa fala
- 1973: Droga − kuzyn Jadwigi Sęk (odc. 1)
- 1973: Sekret − mąż Danuty Rachwalskiej-Nowak
- 1974: Godzina za godziną
- 1974: Najważniejszy dzień życia (odc. 9)
- 1974: S.O.S. − cinkciarz Wiesio (odc. 2 i 4)
- 1976: Wielki układ − Cześniak, następca Janickiego
- 1977: Zakręt − montażysta
- 1978: Wśród nocnej ciszy − fotoreporter
- 1984: Trzy stopy nad ziemią
- 1986: Na kłopoty… Bednarski (odc. 6)
- 1987: Pusta klatka
- 1993: Obcy musi fruwać
- 1997: Farba − "Krzywy"
- 1997: Królowa złodziei − Tariot Sorcier
- 1999: Świat według Kiepskich − Guinness (odc. 4)
- 2000: O czym szumią kierpce − kloszard (odc. 2)
- 2000: Obscuratio − złodziej bankowy
- 2003: Królowa chmur − pensjonariusz domu starców
- 2004: Sąsiedzi (odc. 31)
- 2008: Pora mroku − Horst

## Teatr Telewizji
Ma na koncie kilkanaście ról w spektaklach Teatru Telewizji. Wystąpił m.in. w roli Toma w spektaklu "Zabawa jak nigdy" (1973).

## Nagrody i odznaczenia
- Wyróżnienie za rolę w spektaklu "Pierwsza konna" Wiszniewskiego w Teatrze Polskim w Poznaniu przyznane podczas II Kaliskich Spotkań Teatralnych (1962)